# Wheaton, Illinois
Wheaton är en stad (city) i DuPage County, i delstaten Illinois, USA. Enligt United States Census Bureau har staden en folkmängd på 53 238 invånare (2011) och en landarea på 29,1 km². Wheaton är huvudort i DuPage County.